# 熱浸鍍鋅

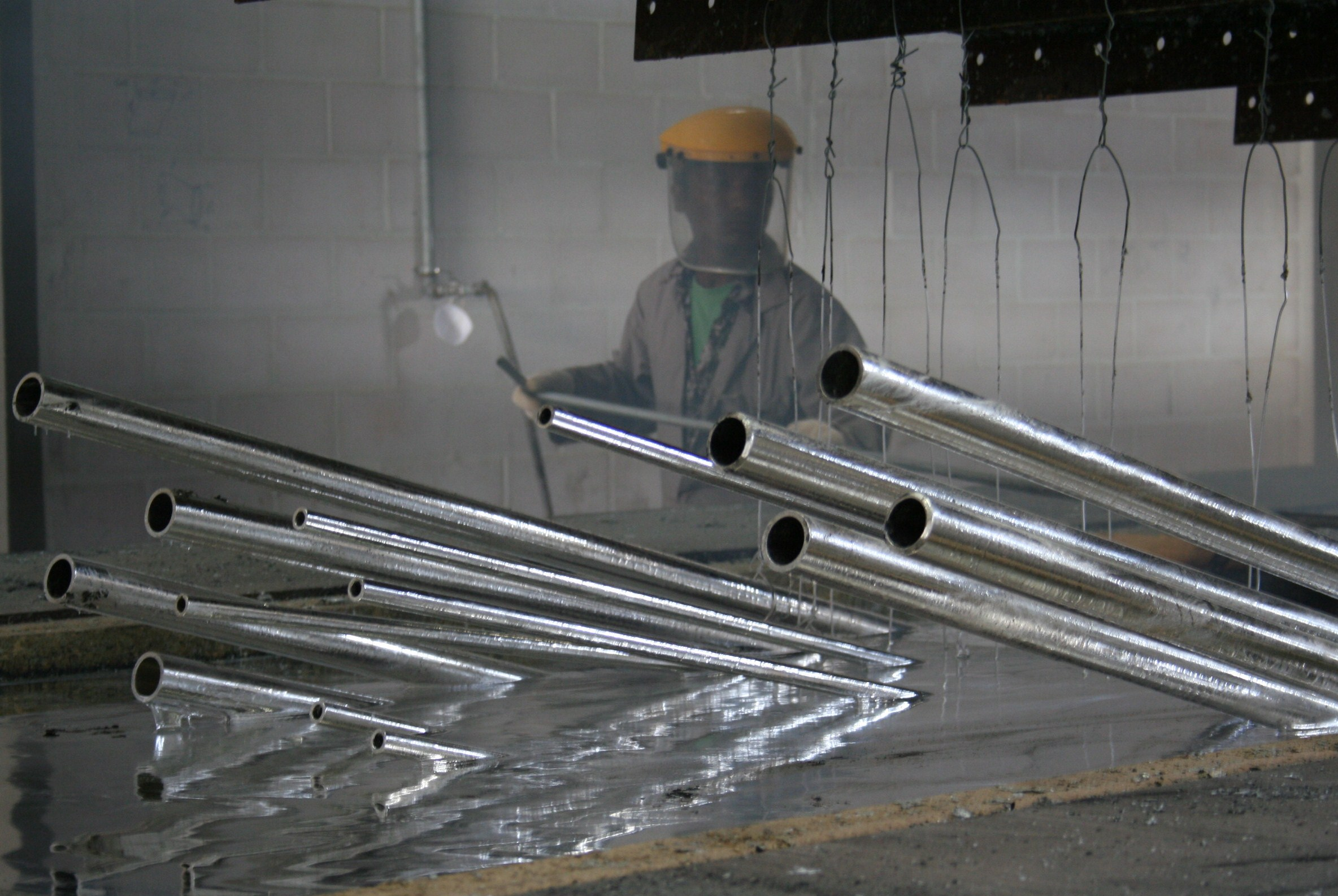
熱浸鍍鋅的過程（管狀的金屬是鐵或鋼，銀白色液體為熔融锌液）

热浸镀锌（HDG），亦称為热镀锌，是一种将钢铁部件置于熔融的锌液中、使镀件获得一层金属保护层的防銹方法。热浸镀锌技术具有镀层耐腐蚀性强、厚度及表面形态可控制、免维护、成本较低等优点，已成为钢铁材料极其有效的防銹方法。
根据生产方法的不同，热浸镀锌可分为连续热浸镀锌和批量热浸镀锌。连续热浸镀锌工艺设备投资较大，生产要求严格，适用于大批量单一规格产品的生产；批量热浸镀锌工艺具有生产灵活、设备简单、投资小等优点，适用于小批量、多种类产品的生产。根据助镀工序的不同，批量热浸镀锌可分为烘干溶剂法热浸镀锌（简称乾法热浸镀锌）和熔融溶剂法热浸镀锌（简称湿法热浸镀锌）。
助镀是指在热浸镀锌前，将洁净的钢铁镀件置于一定组分的溶液中，提取烘干后使镀件获得一层保护性盐膜的过程。溶剂助镀是热浸镀锌工艺中一道非常重要的处理工序，有着承前启后的作用。在热镀锌过程中，助镀剂在助镀时可以进一步清除酸洗工序后镀件表面未除尽的铁盐（含三價鐵離子的鹽）或鐵氧化物，对镀件表面进行净化，增加镀件基体的表面活性；助镀后在镀件表面形成一层均匀的盐膜，将镀件暂时隔离于空气中，从而避免镀件在进入锌液前被氧化；在浸镀时助镀剂能增加锌液与镀件表面的润湿性，减少锌液与镀件之间的表面张力，使锌铁合金反应迅速发生，得到结合力强的镀层，同时助镀剂盐膜在高温下迅速分解，净化镀件浸入锌浴时附近的锌液，并与锌液中的杂质反应，使杂质生成浮渣而去除。